# Лак (префектура)

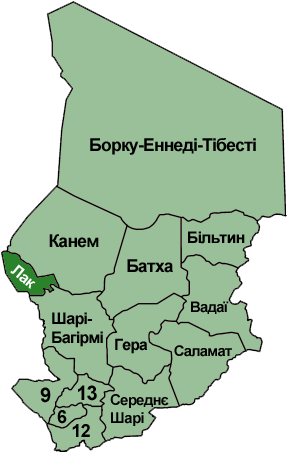
Лак серед префектур Чаду.

Лак (фр. Lac, араб. البحيرة трансліт. Al-Buḥayrâ ) — одна з 14 префектур, на які розподілявся Чад в 1960—2000 роках. У 2002 році префектури були замінені на 18 регіонів, але новий регіон Лак був створений цілком в межах колишньої префектури.
Префектура Лак знаходилася на заході середнього Чаду, на північно-східному березі озера Чад, від якого отримала свою назву (як французька, так і арабська назви в перекладі означають «озеро»). На півночі і сході вона межувала з префектурою Канем, на півдні — з префектурою Шарі-Багірмі, на заході — з Нігером, по озеру Чад пролягав кордон з Нігерією і Камеруном.
Площа префектури становила 22 320 км², населення станом на 1993 рік — 252 932 особи. Столиця — місто Бол.